# ナスダック・ヘルシンキ
ナスダック・ヘルシンキ（Nasdaq Helsinki）は、フィンランド・ヘルシンキにある証券取引所。証券およびデリバティブを取り扱っている。現在はNasdaq Inc.の一部門であるNasdaq Helsinki Oyが運営しており、北欧4カ国の証券取引所運営ブランドNasdaq Nordicの一つとなっている。

## 沿革
1809年にフィンランド大公国が成立した際、ロシア帝国支配下のフィンランドでも取引所の設立がヘルシンキのエスプラナーディ公園沿いに計画されたが、時期尚早として中座した。1860年代からフィンランドでも株式の取引が行われるようになったが恒久的な場所を持たなかったため、20世紀に入ると証券取引所設立の機運が高まり、1907年に実業家のJulius TallbergやViktor Ekらが元老院広場近くに土地を購入し、証券取引所設立クラブのメンバーでもあった建築家のラルス・ソンクがアール・ヌーヴォー様式の建物を設計、1912年10月7日に取引がスタートした。第一次世界大戦の混乱下で証券取引所は2度の一時閉鎖に遭ったのち、1934年にストックホルムの証券取引所に倣ってエリクソン製の電気式株価ボードを導入、第二次世界大戦期には再び一時閉鎖となり、1944年には最上階が爆撃の被害に遭った。
花崗岩で造られた証券取引所の建物は、シアターダンスの頻繁な開催、1915年の作曲家ジャン・シベリウスの50歳祝賀会、1925年のグスタフ5世を招待してのパーティーの開催や、1973年にはマーロン・ブランドの外国映画俳優としての表彰が行われるなど、フィンランド社交界の重要な舞台となり、現在なお、フィンランドの財界人をはじめとする社交の拠点としての性格を保持している。
1987年にそれまでの電話を通じた取引に代わって電子取引が導入され、1990年には全ての取引が切り替えられた。1995年に証券取引所の法人化および民営化を実施、2003年9月のスウェーデンのストックホルム証券取引所との経営統合以降は、海外の取引所との経営統合が進み、2008年2月から運営にNasdaq Inc.の資本が入り、2015年7月からはNasdaq, Inc.の100％傘下（法的にはその一部門のNasdaq Helsinki Oyが保有）となっている。

## 相場
OMXヘルシンキ25は、ナスダック・ヘルシンキで取引されるフィンランドのプライム市場の主要25銘柄で構成する時価総額加重平均型の株価指数である。他に、30銘柄で構成される大型株指数のOMX Helsinki Large Cap Index、中型株指数のOMX Helsinki Mid Cap Index、全株指数のOMX Helsinki All-Share Indexなどがある。

## 立会時間
通常の立会時間は土曜・日曜・取引所の定める休みを除き、平日午前10時から午後6時30分まで（日本時間：18:00 - 2:30）。

## 所在地
- 住所：Fabianinkatu 14, 00100, Helsinki

アクセス
- ヘルシンキ・トラム　Senaatintori（元老院広場）停留所